# ویکتور پاس استنسورو
آنخل ویکتور پاس استنسورو (اسپانیایی: Ángel Víctor Paz Estenssoro‎؛ زادهٔ ۲ اکتبر ۱۹۰۷ – درگذشته ۷ ژوئن ۲۰۰۱) یک سیاستمدار اهل بولیوی بود. وی سه دوره از ۱۶ آوریل ۱۹۵۲ تا ۶ اوت ۱۹۵۶ و از ۶ اوت ۱۹۶۰ تا ۴ نوامبر ۱۹۶۴ و سپس از ۶ اوت ۱۹۸۵ تا ۶ اوت ۱۹۸۹ رئیس‌جمهور این کشور بود.
ویکتور پاس استنسورو در ۷ ژوئن ۲۰۰۱، در سن ۹۳ سالگی درگذشت.